# バニア・ベッカリーア
バニア・ベッカリーア（Vania Beccaria、1973年7月24日 - ）はイタリアの元女子バレーボール選手。現役時代のポジションはオポジット。元イタリア代表。

## 来歴
- クラブチーム

クーネオ出身。1992年、Pallavolo San Lazzaro VIPに入団。1994年、Pallavolo Femminile Materaへ移籍し、1994/95シーズンのセリエA1リーグとイタリアカップで優勝を果たした。1996年の欧州チャンピオンズリーグで金メダルを獲得し、大会のMVPに選ばれた。1997/98シーズンはRomanelli Volleyでプレーした。1998年、Olimpia Teodora Ravennaに移籍し2年間プレーした。2000/01シーズンはPallavolo Palermoでプレーした。2001/02シーズンはPallavolo Reggio Emiliaでプレーした。2002/03シーズンは再びOlimpia Teodora Ravennaへ加入し2年間プレーした。2004/05シーズンはセリエA2のRebecchi River Volley Rivergaroでプレーした。2010年、Pallavolo Donoraticoでのプレーをもって現役引退した。引退後の2013年からはクーネオ・グランダ・バレーでコーチをしたあと、郵便局の職員として勤務した。
- 代表チーム

アンダーカテゴリーの代表として1992年にジュニア欧州選手権に出場し銅メダルを獲得した。。1993年、シニアのイタリア代表に初選出され、同年の欧州選手権に出場した。1994年の世界選手権に出場した。1999年、ワールドグランプリに出場し4位となった。同年9月に自国開催された欧州選手権で銅メダルを獲得した。2001年、欧州選手権に出場し銀メダルを獲得した。

## 球歴
- 世界選手権 - 1994年
- 欧州選手権 - 1993年、1995年、1997年、1999年、2001年
- ワールドグランプリ - 1999年

## 受賞歴
- 1996年　欧州チャンピオンズリーグ　MVP

## 所属クラブ
- Pallavolo San Lazzaro VIP（1992-1994年）
- Pallavolo Femminile Matera（1994-1997年）
- Romanelli Volley（1997-1998年）
- Olimpia Teodora Ravenna（1998-2000年）
- Pallavolo Palermo（2000-2001年）
- Pallavolo Reggio Emilia（2001-2002年）
- Olimpia Teodora Ravenna（2002-2004年）
- Rebecchi River Volley Rivergaro（2004-2005年）
- Sassuolo Volley（2005-2006年）
- Brunelli Volley（2006-2007年）
- Volley 2002 Forlì（2007-2008年）
- Life Volley Milano（2008-2009年）
- Pallavolo Loreto（2009-2010年）
- Pallavolo Donoratico（2010年）